# 元素記号

現在の元素記号（硫黄）

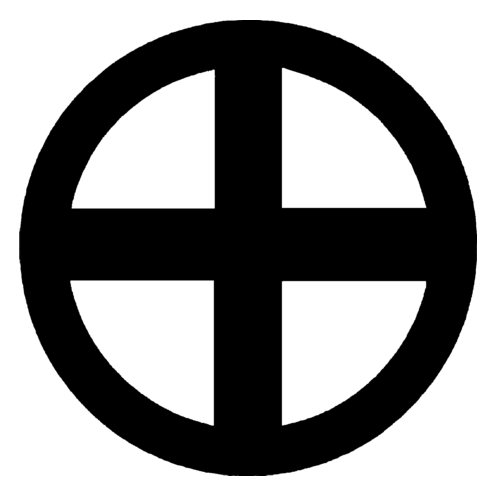
ドルトンの元素記号（硫黄）

元素記号（げんそきごう、英語: element symbol） とは、元素、あるいは原子を表記するために用いられる記号のことであり、原子記号（げんしきごう）とも呼ばれる。1、2、ないし3文字のアルファベットが用いられるとされているが、現在使われている元素記号はすべて1文字または2文字からなる。
なお、現在正式な元素記号が決定している最大の元素は原子番号118のOg（オガネソン）である。
分子の組成をあらわす化学式や、分子の変化を記述する化学反応式などで利用される。
現在使用されている元素記号は1814年にベルセリウスが考案したものに基づいており、ラテン語などから1文字または2文字をとってつくられている。
全ての元素記号がラテン語名と一致しているが、ギリシア語、英語、ドイツ語（その他スペイン語やスウェーデンの地名からの採用もある）などからの採用も多く、ラテン語名との一致は偶然または語源を通した間接的なものである。元素名が確定されていない超ウラン元素(119番元素〜)については、3文字の系統名が用いられる。
物質の構成要素を記号であらわすことはかつての錬金術においてもおこなわれていた。
化学者ジョン・ドルトンも独自の記号を開発して化学反応を記述していたが、現在はアルファベットでの表記が国際的に使われている。
| ドルトンの元素記号 | 現在の元素記号 | 現在の元素記号 | 現在の元素記号 | 現在の元素記号 |
| ------------------ | -------------- | -------------- | -------------- | -------------- |
|                    | 元素記号       | 元素名         | 元素記号       | 元素名         |
| H                  | 水素           | Sr             | ストロンチウム |                |
| N                  | 窒素           | Ba             | バリウム       |                |
| C                  | 炭素           | Fe             | 鉄             |                |
| O                  | 酸素           | Zn             | 亜鉛           |                |
| P                  | リン           | Cu             | 銅             |                |
| S                  | 硫黄           | Pb             | 鉛             |                |
| Mg                 | マグネシウム   | Ag             | 銀             |                |
| Ca                 | カルシウム     | Au             | 金             |                |
| Na                 | ナトリウム     | Pt             | 白金           |                |
| K                  | カリウム       | Hg             | 水銀           |                |

## 原子番号や質量数を付記する際の書き方
| 35 | SO | 2- |
| 16 | SO | 4  |

原子番号16番で
質量数35の
放射性硫黄原子1つと
酸素原子4つからなる2価の陰イオンの硫酸イオンのイオン式。
原子番号や質量数を付記する場合、原子番号は左下に (13Al)、質量数は左上に (27Al)、イオン価は右肩に (Al3+)、原子数は右下に (N2) 付記する。